# Тонкобрюшки
Тонкобрюшки (лат. Leptogastrinae) — подсемейство ктырей подотряда короткоусые. Около 300 видов. Ктыри с нитевидным телом длиной от 5 до 25 мм. Специализированные охотники-хортобионты: ловят добычу в траве, в кустарниках или в кронах деревьев. В России 3 рода (Leptogaster, Mesoleptogaster, Psilonyx). Первый тергит брюшка в 5 раз (и более) длиннее своей ширины.

## Классификация
В мировой фауне около 20 родов (с синонимами 24 родовых таксона), распространены во всех зоогеографических регионах (около половины родов встречаются в Новом Свете).
- Ammophilomima Enderlein, 1914
- Apachekolos Martin, 1957
- Beameromyia Martin, 1957
- Dolichoscius Janssens, 1953
- Eurhabdus Aldrich, 1923
- Euscelidia Westwood, 1849
- Lagynogaster Hermann, 1917
- Lasiocnemus Loew, 1851 (=Lasiocnemis)
- Leptogaster Meigen, 1803 (= Gonypes Latreille, 1805, Gonijpes, Gonipes)
- Leptopteromyia Williston, 1907
- Lobus Martin, 1972 (с подродом Nanilobus Martin, 1972)
- Mesoleptogaster Frey, 1937
- Ophionomima Enderlein, 1914
- Psilonyx Aldrich, 1923
- Schildia Aldrich, 1923 (=Shannomyioleptus  Carrera, 1944)
- Sinopsilonyx Hsia, 1949
- Systellogaster Hermann, 1926
- Tipulogaster Cockerell, 1913